# 塞雷德涅 (特諾皮爾州)
49°11′27″N 25°2′45″E / 49.19083°N 25.04583°E
塞雷德涅（羅馬化：Serednie）是烏克蘭的村落，位於該國西部捷爾諾波爾州，由捷尔诺波尔区負責管轄，面積14.3平方公里，海拔高度258米，2001年人口211，人口密度每平方公里14.7人。